# Calle mayor (novela)
Calle mayor  es una novela satírica escrita por Sinclair Lewis y publicada en 1920 por Harcourt, Brace and Howe.
La historia está ambientada en la pequeña ciudad de Gopher Prairie, Minnesota, una versión ficticia de Sauk Centre, Minnesota, la ciudad natal de Lewis. La narración se desarrolla en la década de 1910, con referencias al inicio de la Primera Guerra Mundial, la entrada de Estados Unidos en la guerra y los años posteriores al final de la guerra, incluido el inicio de la ley seca.
Calle mayor, que satiriza la vida de un pueblo pequeño, es quizás el libro más famoso de Sinclair Lewis y le llevó en parte a ganar el Premio Nobel de Literatura en 1930. Relata la vida y las luchas de Carol Milford Kennicott cuando entra en conflicto con la mentalidad de pueblo pequeño de los residentes de Gopher Prairie.  Muy aclamado tras su publicación, Calle mayor sigue siendo un reconocido clásico estadounidense.

## Argumento
La joven Carol Milford, que creció en Minneapolis antes de la Primera Guerra Mundial, tiene ambiciones poco claras y a menudo cambiantes dirigidas a actividades artísticas, sociales o de configuración de la sociedad. Estudia sociología en Chicago, lo que en ese momento era más bien un “evangelio social” en los EE. UU., es decir, una mezcla de actitudes cristianas, ciencia y mejora del mundo, y luego trabaja como bibliotecaria en St. Paul. En 1912 se casa con el médico sobrio y poco imaginativo Kennicott de la ciudad de Gopher Prairie (literalmente: "pradera de las tuzas") en Minnesota, de 3.000 habitantes, quien la convence de que sus habilidades son importantes para el lugar, y lo sigue hasta allí. Sin embargo, desde el principio tiene sentimientos encontrados con respecto a su nuevo entorno. La primera impresión de la calle principal de Gopher Prairie es desolada; A pesar de la multitud de tiendas, el mal gusto y la falta de inspiración son omnipresentes y opresivos. Los logros intelectuales y artísticos no pueden florecer en este “apéndice de la sociedad” , el “mundo puritano de sermones y bienes varios” 

Con sus aires intelectuales y sus intentos de insuflar vida cultural a la pequeña ciudad a través de sofisticados cursos de literatura y representaciones teatrales o de embellecer el ayuntamiento, Carol se enfrenta a la ignorancia y el rechazo. Se topa con rutinas aburridas y conformidad, exceso de confianza, chismes, intolerancia y tiene que escuchar diálogos engreídos de personas con mentalidad comercial. Los habitantes de los pequeños pueblos desprecian a los granjeros escandinavos, trabajadores y hospitalarios, pero pobres, de las praderas con sus “botas sucias de barro”.  La pradera, que para el médico es sólo un coto de caza, es para Carol un lugar donde encuentra dignidad y grandeza. Sin embargo, los escandinavos se adaptan rápidamente al estilo de vida estadounidense y abandonan voluntariamente sus tradiciones y su idioma. Para muchos, Gopher Prairie es sólo una estación de paso en el camino hacia el oeste en busca de tierras cada vez más fértiles. Una y otra vez, las observaciones de Carol, que casi nunca abandona Gopher Prairie, se mezclan con las conclusiones generalizadas del autor, para quien todas las pequeñas ciudades estadounidenses parecen estructural y socialmente estandarizadas y monótonas, despojando a la naturaleza de su color..
Una sociedad así funciona fabulosamente en la producción en masa de automóviles, relojes de un dólar y máquinas de afeitar. Pero sólo estará satisfecha cuando todo el mundo esté de acuerdo con ella en que el objetivo y el feliz propósito de la vida es viajar en carruajes baratos de gasolina, crear anuncios de relojes desechables y hablar en la acogedora luz del crepúsculo, no sobre amor y valentía. , pero sobre eso, qué tan prácticas son las maquinillas de afeitar. Sinclair Lewis, Calle mayor
La segunda mitad de la novela trata sobre el creciente deterioro de la relación entre los dos cónyuges. Tampoco el comunicativo Dr. Kennicott, que prefiere centrarse en su coche, comprende las causas de la frustración de Carol y sus necesidades culturales insatisfechas, ni ella comprende por qué Kennicott puede sentirse satisfecho con su agotador trabajo como médico en la pequeña ciudad, un motivo que también está presente en  Madame Bovary de Gustave Flaubert, cuyo personaje principal es también la esposa de un médico aburrido. Sin embargo, como persona muy moral, Carol no aprovecha la oportunidad de tener aventuras con amigos. Una y otra vez se siente invadida por sentimientos de culpa hacia su marido, cuyo pragmatismo y ahorro impiden cualquier proyecto importante o vacaciones juntos. Sin embargo, sigue buscando su utopía. Al juzgar completamente mal su posición social, se ve a sí misma, junto con muchas otras mujeres, en la misma fila que los trabajadores explotados y los luchadores indios contra el colonialismo. Intenta leer un libro de Thorstein Veblen y desea poder "pensar con conciencia de clase sin averiguar de qué clase debería haber sido consciente". 
Después de unos años, Carrol se da cuenta de que sus propuestas de reforma la dejarán permanentemente como una forastera. Se enamora de un joven sastre sueco con ambiciones artísticas y talento dudoso, en quien cree reconocer un alma gemela. Su marido la protege de la curiosidad lasciva y la malicia de los vecinos, que ya han expulsado de la ciudad a una joven profesora debido a su moral supuestamente cuestionable. Finalmente huye con su hijo pequeño a Washington, donde trabaja como secretaria en la oficina de seguros de guerra durante la Guerra Mundial, se afilia al sindicato, participa en una huelga y tiene contacto con activistas por los derechos de las mujeres. El aburrimiento de Gopher Prairie, que traen consigo especialmente los inmigrantes del Medio Oeste, también es evidente en Washington, y de ninguna manera es un paraíso para los artistas. Pero las oficinistas también pueden divertirse y disfrutar de su libertad. Comparada con ellos, de repente se siente “vieja, rústica y antiestética”.  Su marido la visita y la motiva a regresar. Se da cuenta de que no es fácil conquistar el Oriente siendo una mujer de provincias, ya que  la vida es mucho más complicada de lo esperado y nadie se interesa por ella. Antes del nacimiento de su segundo hijo, regresa, algo resignada, a Gopher Prairie, que se ha enriquecido gracias al "boom" de la posguerra (el Dr. Kennycott ahora especula con acciones de petróleo) y al menos tiene alumbrado público. Ella acepta su vida allí, si bien dice al final: "Pero en esto he ganado: nunca he excusado mis fracasos burlándome de mis aspiraciones, pretendiendo haberlas superado. ¡No admito que Main Street sea tan hermosa como debería ser! ¡No admito que Gopher Prairie sea más grande o más generosa que Europa! ¡No admito que lavar los platos sea suficiente para satisfacer a todas las mujeres! Puede que no haya peleado una buena batalla, pero he mantenido la fe." 

## Estilo
El estilo narrativo de la novela es lineal, relativamente simple pero muy preciso, y la sátira es relativamente suave. La actitud del narrador es ambivalente. Está moldeado por los recuerdos de infancia del autor en Sauk Center de Minnesota (su padre era médico como el Dr. Kennicott) y oscila entre la simpatía por sus personajes, el malestar con el entorno y la observación reveladora de los rasgos maliciosos, ignorantes o codiciosos de los lugareños.. Aquí se pueden encontrar explotación y voluntad de ayudar, así como genuina religiosidad y tiranía moral, orgullo por los propios logros y vanidad jactanciosa. En consecuencia, no surge ningún perfil psicológico claro de la heroína porque su actitud oscila entre la voluntad de integrarse, la adaptación a las reglas de la clase media, la aversión y la rebelión. Estas ambivalencias también se reflejan en la narrativa, en la que los cambios de humor de Carol se reflejan en la secuencia contrastante de episodios más cortos y más largos.
Debido a la técnica de autoexposición de los personajes en el diálogo , Calle mayor ha sido comparada ocasionalmente con las obras de Charles Dickens. La novela fue percibida como un análisis cuasi sociológico del Medio Oeste de los Estados Unidos debido a la calidad de sus observaciones del ambiente típico de una pequeña ciudad estadounidense, que tiene una serie de longitudes agotadoras  y, junto con la novela Babitt (1922) de Lewis, es considerada una novela diagnóstica.  F. Scott Fitzgerald ofreció a la novela un elogio ligeramente venenoso, enfatizando la asombrosa “abundancia de hechos fríos”.  De hecho, en el momento en que se escribió la novela, se estaba desarrollando la Escuela de Sociología de Chicago con su fuerte orientación comunitaria y meticulosos estudios de campo, mientras que al mismo tiempo la producción en masa con el fordismo se estaba afianzando y conduciendo a una monotonización del mundo cotidiano. cuyos efectos globales también fueron observados por autores europeos como Stefan Zweig. 
Calle mayor puede atribuirse a una variante estadounidense de diagnóstico social de la Nueva objetividad o realismo fotográfico. Con su crítica social vivaz y mordaz, la novela se distingue de la seriedad del naturalismo de Zola o Theodore Dreiser, que fue el factor decisivo a favor de Lewis y en desventaja de Dreiser en la ceremonia del Premio Nobel de 1930.  El conflicto entre “liberalidad urbana” y “atraso rústico”, que todavía hoy caracteriza a los EE. UU., está plenamente desarrollado aquí.  Leo Lania señaló en 1927: “Por el momento, Alemania no tiene nada parecido para contrarrestar la nueva objetividad de Sinclair Lewis [...] en su poesía épica. Ciertamente no se pretende hacer un juicio de valor, sino simplemente registrar un fenómeno social.” 
No es atípico en el período comprendido entre 1900 y aproximadamente 1925 que una mujer actúe como portadora de crítica social, como en Winesburg, Ohio de Sherwood Anderson, Sister Carrie (1900) de Theodore Dreiser o en Carl Van Vechten sobre las vidas de los afroamericanos y la segregación racial  en su novela ambientada en Harlem Nigger Heaven (1926) con el personaje de Mary Love. Sin embargo, en última instancia, la ciudad es la heroína de la novela, no Carol, sobre quien finalmente triunfa Gopher City. Este tipo de ciudad, que el propio Lewis sufrió durante 15 años, es lo que al final el lector recuerda más que los personajes principales. 

## Recepción
El libro fue un éxito comercial. Fue la obra de ficción más vendida en Estados Unidos durante el año 1921, según Publishers Weekly. 
El biógrafo de Sinclair Mark Schorer escribió que el fenomenal éxito de Calle mayor "fue el acontecimiento más sensacional en la historia editorial estadounidense del siglo XX".  El agente de Lewis tenía la proyección de ventas más optimista: 25.000 copias. En sus primeros seis meses, Calle mayor vendió 180.000 copias,  y en unos pocos años, las ventas se estimaron en dos millones.  Richard Lingeman escribió en 2002: "Calle mayor hizo rico a [Lewis], lo que le valió alrededor de 3 millones de dólares actuales" (casi 5 millones de dólares de 2022).
Algunos de los contemporáneos de Lewis dijeron que la novela era demasiado sombría, incluso carente de humor, en su retrato de la vida y la gente ignorantes de un pequeño pueblo.  Sin embargo, Calle mayor generalmente se considera uno de los trabajos más importantes y duraderos de Lewis, junto con su sucesor de 1922, Babbitt.
Las parodias contemporáneas del libro incluyeron Ptomaine Street, de Carolyn Wells,  y Jane Street of Gopher Prairie, de James Stetson Metcalfe. 
A algunos residentes de un pequeño pueblo les molestó que los retrataran de esta manera, y el libro fue prohibido por la biblioteca pública de Alexandria, Minnesota. 
Debido a que Lewis y su libro se habían vuelto tan populares, los equipos deportivos de las escuelas secundarias de su ciudad natal comenzaron a llamarse Calle mayor ya en el año escolar 1925-26. Este nombre se lo dieron esencialmente los pueblos cercanos en eventos escolares.  Los equipos de Sauk Center High School todavía usan el nombre en homenaje a Lewis.

## Premios y nominaciones
Calle mayor fue elegida inicialmente por el jurado para el Premio Pulitzer de Ficción de 1921, pero el consejo de administración anuló la decisión del jurado. El premio recayó en cambio en Edith Wharton por La edad de la inocencia. En 1926, Lewis rechazó el Pulitzer cuando se lo concedieron por Arrowsmith.
En 1930, Lewis fue el primer estadounidense al que se le otorgó el Premio Nobel de Literatura. Si bien el Premio Nobel se otorga al autor, no a la obra, y en sí no se cita una obra en particular por la cual fue elegido, Calle mayor fue la obra más conocida de Lewis y enormemente popular en ese momento. En el discurso de presentación del comité del Nobel se citaron tanto a Calle mayor como a Arrowsmith.  El premio fue otorgado "... por su vigoroso y gráfico arte de descripción y su capacidad para crear, con ingenio y humor, nuevos tipos de personajes". 
En 1998, la Biblioteca Moderna clasificó a Calle mayor en el puesto 68 en su lista de las 100 mejores novelas en inglés del siglo XX. 

## Adaptaciones
- Calle mayor es una película dramática muda estadounidense de 1923 basada en la novela. [22] Fue producida y distribuida por Warner Bros. y dirigida por Harry Beaumont. En 1921 se produjo una versión teatral de la novela en Broadway. [23] Fue la primera película que se estrenó después de la fundación de Warner Bros. Pictures el 4 de abril de 1923. Florence Vidor interpretó el papel de Carol Milford. Calle mayor es una película perdida. Los registros del negativo de la película tienen una anotación: "Desechado 27 de diciembre de 1948". La Warner Bros. destruyó muchos de sus negativos a finales de los años 1940 y 1950 debido a la descomposición del nitrato de sus películas anteriores a 1933.
- I Married a Doctor es una película dramática estadounidense de 1936 dirigida por Archie Mayo y escrita por Casey Robinson, también  adaptada  de la novela. El largometraje está protagonizada por Pat O'Brien, Josephine Hutchinson, Ross Alexander, Guy Kibbee, Louise Fazenda y Olin Howland. Fue estrenada por Warner Bros. el 25 de abril de 1936. [24][25]*